# 梁恭辰

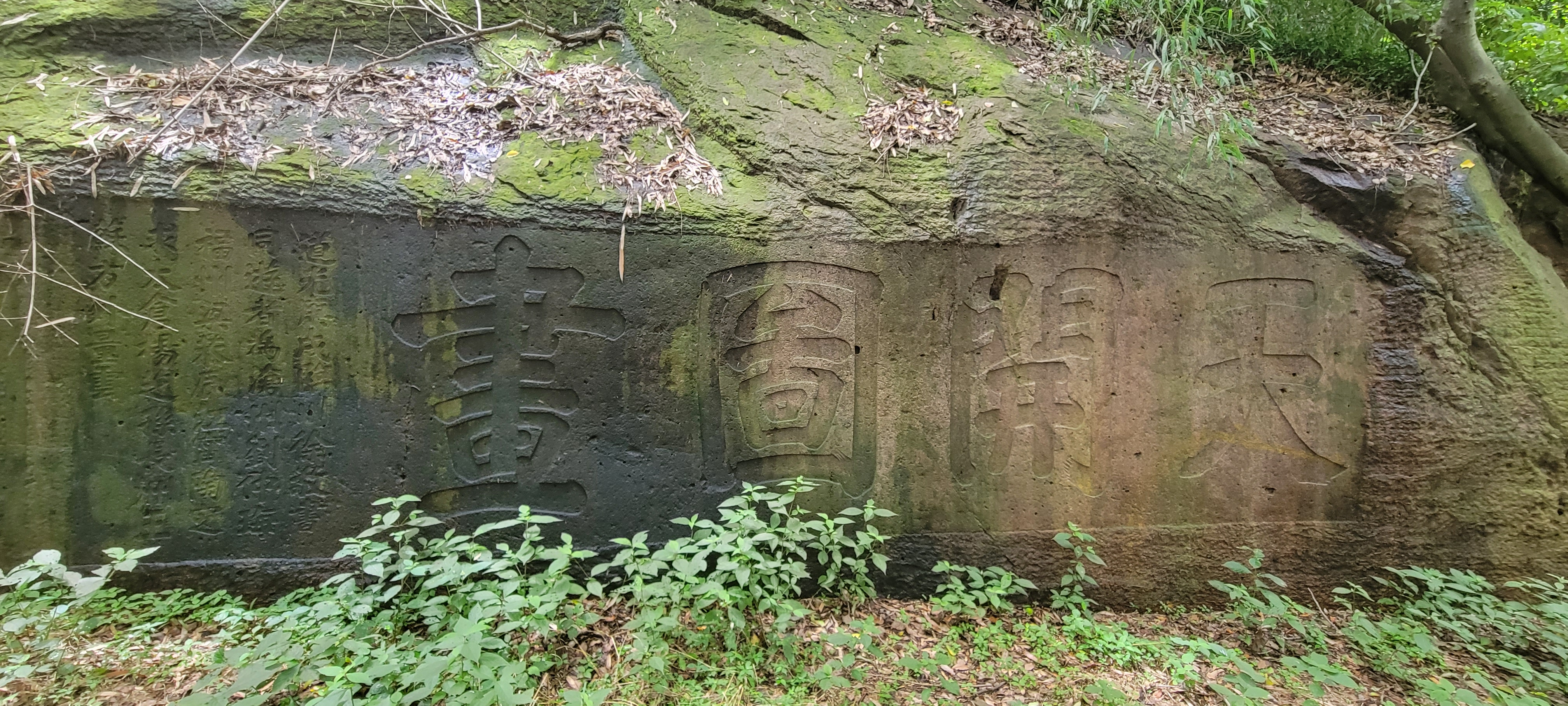
梁恭辰等人于道光庚戌年在杭州葛嶺留下的題刻《天開圖畫》

梁恭辰（1814年—1887年），字敬叔，福建福州人，清朝名臣、文学家、楹联学家梁章钜的三子。

## 生平
道光丁酉（1837）举人，官浙江数十年，历任温州知府、宁绍台道、金衢严道、温处道、杭嘉湖道等职，政声卓著。

## 著作
著有《北东堂笔记》等笔记体小说，和《楹联四话》、《巧对续录》等书，编入其父所著的《楹联丛话全编》中。
梁恭辰自幼即喜谈因果，凡有足资劝戒者，辄据事直书，又益以自所闻见杂袭成编，著为《劝戒近录》一书。《劝戒近录》初刻于道光癸卯年（1843），其后，作者又将最新闻见之事，及同人所录寄者，以次增录，随写随刻，相继刊出《劝戒续录》（1844）、《劝戒三录》（1845）、《劝戒四录》（1848）、《劝戒五录》、《劝戒六录》、《劝戒七录》、《劝戒八录》、《劝戒九录》（光绪甲申，1884），凡九编，每编六卷，共五十四卷。自《近录》至《九录》，前后历时达四十二年。梁恭辰于光绪丁亥年（1887年）去世以后，他的朋友又根据其遗稿整理而成《劝戒十录》，并出资刊刻。
为了便于阅读和流通，民国时期丁福保居士（号济阳破衲）将《近录》至《九录》汇编整理校订，分类编次，析为三十二章，定名为《劝戒录类编》。并由费毓桂（字子怡，一字梓怡，别号鍱卿，1877年生，江苏常州武进人，监生，员外郎衔，南洋公学特班学生，光绪壬寅举人）题名作序，经阙念桥、丁云亭、周蔼如等诸君襄助，由上海中华书局于民国十年（1921）印行流通。自此以后，此书流通渐广，颇受关注。聂云台、梅光羲、姜忠汾等先贤，常德诚济慈善堂等均曾作序翻印流通。印光大师曾在《〈劝戒杀放生文〉序》《上海护国息灾法会法语》中引用书中杀生果报事例。其后又有经王有宗（字莼赋，浙江仁和人，曾求学于杭州诂经精舍，著有《变法攻髓》、《图画四书白话解》、《西湖九溪十八涧志略》、《今字解剖》等）评注的《劝戒录类编评注》行世。